# Д’Алесандро, Томас (младший)
Томас Д’Алесандро-младший (англ. Thomas D'Alesandro Jr.; 1 августа 1903, Балтимор, Мэриленд — 23 августа 1987, Балтимор, Мэриленд) — американский государственный и политический деятель. Работал в Палате представителей США от 3-го избирательного округа Мэриленда (1939—1947), а затем мэром Балтимора (1947—1959). Являлся отцом первой женщины-спикера Палаты представителей США Нэнси Патрисии Пелоси и Томаса Д’Алесандро, который также был мэром Балтимора.

## Биография
Родился в Балтиморе 1 августа 1903 года в семье Марии Антонии Петрониллы (урожденной Фоппиани) и Томмазо Д’Алесандро. Его отец родился в Монтенеродомо, Абруцци, Италия, а мать родилась в Балтиморе в семье выходцев из Генуи, Лигурия. Томас Д’Алесандро учился в Бизнес-колледже Калверта в Балтиморе. Перед тем как начать политическую карьеру, работал брокером по страхованию и недвижимости.
С 1926 по 1933 год работал в Палате делегатов Мэриленда, являясь членом Демократической партии США. Проживал в Аннаполисе когда был назначен генеральным заместителем сборщика налоговых поступлений, с 1933 по 1934 год занимал эту должность. С 1935 по 1938 год являлся членом городского совета Балтимора. Затем его избрали в Конгресс США, где работал с 3 января 1939 года до своей отставки 16 мая 1947 года. Находясь в Конгрессе США, решительно поддерживал Хилеля Кука и Комитет политического действия, созданный для того, чтобы оспорить политику администрации Франклина Делано Рузвельта по вопросу о еврейских беженцах во время Холокоста, а затем лоббировать проведение политики против британского контроля над Палестиной, несмотря на его столь же решительную поддержку политики Франклина Рузвельта в других областях.
После службы в Конгрессе США работал мэром Балтимора с мая 1947 года по май 1959 года. Работал в Федеральном совете по повторным переговорам с 1961 по 1969 год после назначения президентом США Джоном Кеннеди.

### Политическая кампания
В 1954 году являлся сильным претендентом на должность губернатора Мэриленда, но выбыл из предвыборной гонки после того, как была установлена его причастность к получению денежных средств от Доминика Пираччи, владельца гаража, признанного виновным в мошенничестве и заговоре с целью воспрепятствовать правосудию. Доминик Пираччи был отцом Марджи Пираччи Д’Алесандро, жены Томаса Д’Алесандро III. Позднее Томас Д’Алесандро-младший был оправдан: ему так и не было предъявлено обвинение.
После снятия кандидатуры с выборов Томас Д’Алесандро негласно поддержал председателя Мэрилендского университета в Колледж-Парке Керли Бёрда, который проиграл выборы, набрав 45,5 % голосов против 54,5 % у Теодора МакКелдина, действующего председателя Республиканской партии США в Мэриленде и предшественнику Томаса Д’Алесандро на посту мэра Балтимора. В 1958 году Томас Д’Алесандро баллотировался в Сенат США, пытаясь одержать победу над республиканцем Джеймсом Гленном Биллом, но сначала ему пришлось потратить средства и время на победу над постоянным соперником Джорджем Махони на праймериз Демократической партии. Затем Томас Д’Алесандро провел политическую кампанию, но в итоге проиграл Джеймсу Гленну Биллу.
В 1959 году Гарольд Грэди одержал победу над Томасом Д’Алесандро в борьбе за должность мэра Балтимора.

### Ретроспективный анализ
В 2017 году, пытаясь противостоять усилиям Нэнси Пелоси по удалению статуй конфедератов из залов Конгресса США, консерваторы отметили, что в 1948 году Томас Д’Алесандро открыл памятник Томасу Джексону и Роберту Ли будучи в должности мэра Балтимора вместе с губернатором Мэриленда Уильямом Престоном Лейном-младшим. Его сын Томас Д’Алесандро III, который занимал должность мэра Балтимора с 1967 по 1971 год, сказал о своем отце: «Вся его жизнь была политикой. Он не был тем, кого вы бы назвали пламенным либералом, но он был прогрессивным».

## Личная жизнь
Томас Д’Алесандро был женат на Аннунсиате («Нэнси») Ломбарди (1909—1995). У пары было шестеро детей, пятеро сыновей и дочь:
- Томас Людвиг Джон Д’Алесандро III (1929—2019), был мэром Балтимора с 1967 по 1971 год;
- Николас Д’Алесандро (1930—1934);
- Франклин Делано Рузвельт Д’Алесандро (1933—2007), который служил в армии США;
- Гектор Джозеф Д’Алесандро (1935—1995);
- Джозеф Томас Д’Алесандро (1937—2004);
- Нэнси Патрисия Д’Алесандро Пелоси (1940), член Палаты представителей США от Калифорнии, которая была лидером меньшинства Палаты представителей в период с 2003 по 2007 год и с 2011 по 2019 год, а также в должности спикера палаты с 4 января 2007 года до 3 января 2011 года и снова с 3 января 2019 года по настоящее время[15].

Томас Д’Алесандро скончался 23 августа 1987 года в Балтиморе, штат Мэриленд.